# 光復橋

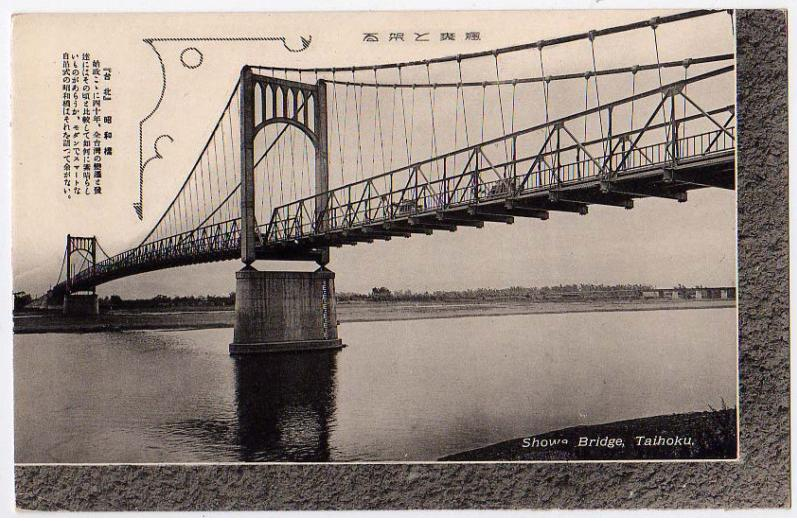
台灣日治時期的台北昭和橋

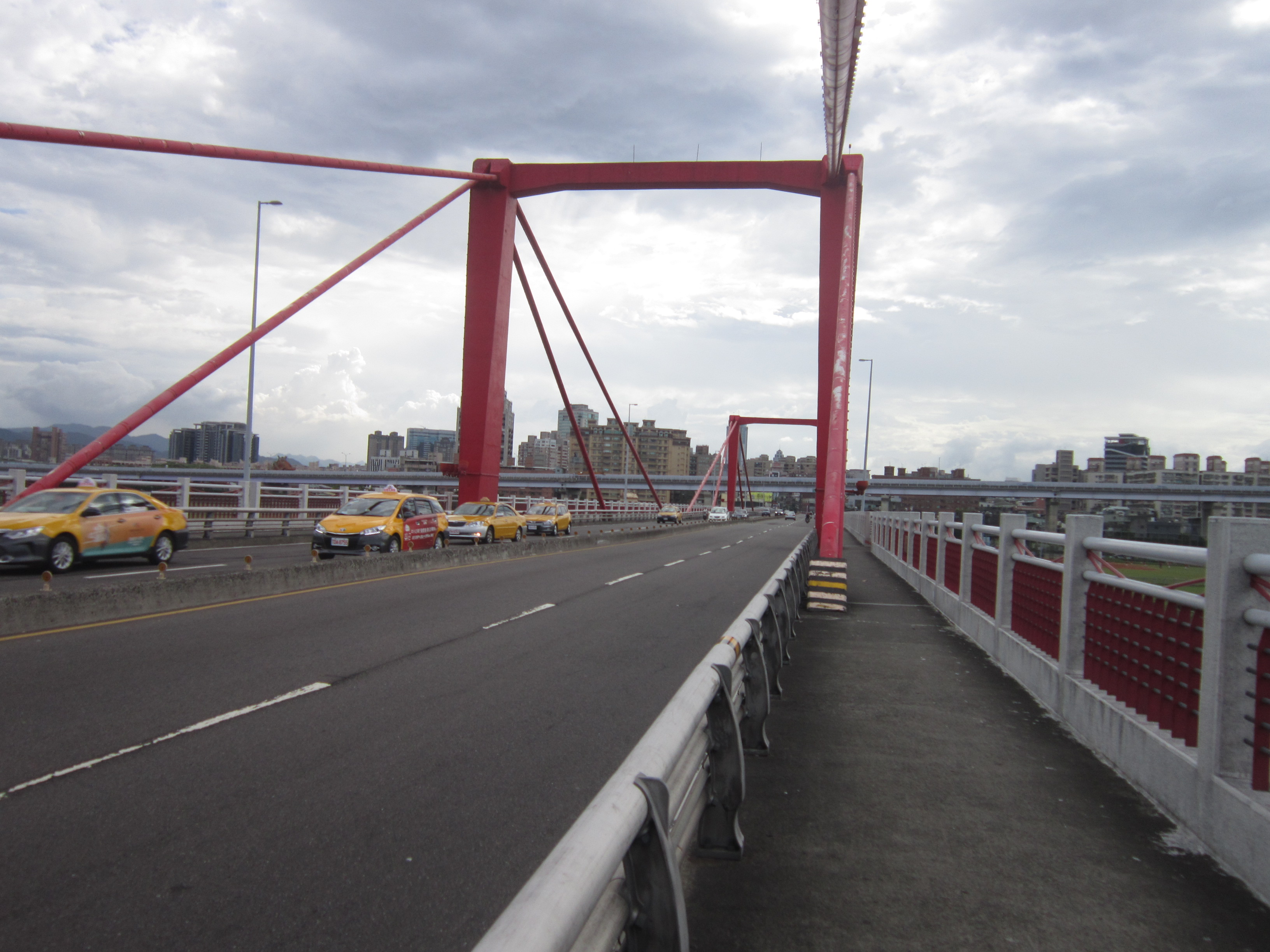
現今連結台北市萬華區及新北市板橋區的光復橋

光復橋，台灣橋樑，日治时代原名昭和橋，1945年政權轉移後改名「光復橋」是板橋最早與台北市相通的橋樑，橫跨在板橋埔墘與萬華加蚋仔之間的新店溪上，連接台北市萬華區西園路二段和新北市板橋區中山路二段的橋樑，為市道114號路段之一。雙向各二線道，機車與汽車共道，無機車道設計，雙向皆有一人行道，可供行人與腳踏車通行，並在左側台北市段設置2座電梯，供民眾前往河濱公園運動、騎腳踏車，已於2025年3月20日啟用。
由於舊有的昭和橋為一座吊橋，為了呈現它原有的風貌，所以在1975年(民國64年)光復橋設計上以斜張式吊橋預力混凝土構造，是遠東地區首座採斜張式設計的橋樑，同時是林同炎為台灣所設計的第一座PC構造斜張橋。
斜張式橋樑的設計，乃是利用兩個相對面達到平衡和諧的美感，加上鮮紅的色彩，使光復橋在落成之初造成一股驚豔與熱潮。但也由於光復橋的斜張懸臂式結構，使得拓寬或拓建的可能性極小，因此在交通流量呈現飽和狀態時，興建其他橋樑成了唯一解決之道。

## 歷史
|  | 淡水河的台北大橋，和基隆河的明治橋（後改名「中山橋」）、新店溪的昭和橋（後改名「光復橋」），是老台北市人記憶中的台北三大公路橋樑，也是最壯麗、雄偉的三座橋樑。 / 莊永明 教授 |

煤礦之王山本義信在板橋庄、街長任內(1924年-1930年)曾不斷向臺北州陳情希望能解決新店溪上架橋的問題。卸任街長後，繼續擔任臺北州協議會員的山本義信在議會上更力陳建造此橋的重要性，終於在1931年(昭和六年)爭取到了二十三萬日圓的建橋預算。隔年1932年(昭和七年)「昭和橋」正式動工。
- 1933年（昭和八年）,「昭和橋」竣工，橋長369公尺，寬4.5公尺。連接港仔尾至枋橋番社。
- 1945年（民国三十四年，昭和二十年）十月二十五日，前來接收台灣的中華民國台灣省行政長官公署為了紀念當天收復失土的意義，改名為「光復橋」。
- 1968年（民国五十七年）十一月一日，因橋齡已久，載重量只有十公噸，早已不堪負荷當時的交通流量，因此開始實施交通管制；大型車輛可行駛，但時速不得超過二十公里，車距不得少於十公尺，最後甚至連汽車也禁止通行，只淮機車與腳踏車上橋。
- 1975年（民国六十四年），在台北、板橋間交通量急遽成長的情況之下，於台北市西園路及板橋中山路之間重新興建光復橋，同時拓寬板橋中山路，以容納更多車流量。新光復橋全長712公尺，淨寬20公尺，包括四線車道（共15公尺）及兩側人行道（各2.5公尺）。
- 光復橋原先是要配合1977年（民国六十六年）十月二十五日光復節通車，但因部份工程尚未施工完成，乃改於十二月一日通車。不過整座橋樑直到隔年二月才全部完工，共耗資2億6,360萬新台币。
- 光復橋新建完成之初，過橋需收通行費，後來因民眾屢屢反應，經由臺灣省政府及中央政府同意，於1987年（民国七十六年）一月一日起停止徵收過橋費。[3]
- 1995年（民国八十四年），在本桥发生宪兵遭杀害事件，是为「光复桥事件」。
- 2010年（民国九十九年）十月二十七日，「光復橋板橋端改建工程」全線通車。改建後嶄新的光復橋成為一座紅白相襯的鋼構預力斜張橋，除將引道提高三公尺外，還增設LED工程資訊看板等設備。並於橋兩側配置兩座自行車牽引道連接堤外高灘地自行車道，藉由牽引道設置，連結自行車路網。[4]

## 諸元
光復橋主橋4跨3塔，最大跨距134公尺，連同引橋引道全長約1,080公尺，寬20公尺，採RC門型塔柱，高18公尺，輻射椎索面斜索，每塔總計8根，橋面系統為6支T型PC梁，紅色外觀簡潔別緻。

## 鄰近設施
- 台北市立雙園國中
- 台北市立華江高中
- 台北市立雙園國小
- 新北市立光復高級中學

## 外部連結
- 台北風華錄 交通傳播篇 臺北橋（页面存档备份，存于）